# Termas romanas de Campo Valdés
Las termas romanas de Campo Valdés eran unos baños públicos de época romana situados en el actual Campo Valdés, en el barrio de Cimadevilla, en la localidad asturiana de Gijón. Fue declarado Bien de Interés Cultural el 8 de mayo de 1987.

## Historia
Las ruinas que han perdurado pueden visitarse y forman parte del yacimiento arqueológico de Cimadevilla. Las instalaciones estaban anexas a la Muralla Romana de la ciudad, a orillas de la actual playa de San Lorenzo. El edificio de las termas comenzó a edificarse en el siglo I y estaba dividido en diferentes ambientes: una zona fría, una templada, y una cálida con piscina calentada mediante un sistema de calefacción subterráneo. Las paredes de algunas estancias estaban decoradas con frescos. En el siglo II se inicia una reforma y ampliación como atestiguan diversos restos.
Sobre el siglo V las termas languidecen y son abandonas pasando a ser un mero basurero y más tarde, cementerio de las iglesias de San Pedro, edificadas a partir del siglo XV en el lugar.

## Descubrimiento y excavaciones
Las termas de Campo Valdés fueron descubiertas accidentalmente tras unas obras de alcantarillado realizadas en 1903. Calixto Alvargonzález y Julio Somoza se encargaron de las primeras labores de excavación y documentación, elaborando con los resultados un informe que fue archivado por el Ayuntamiento de Gijón.
El interés por los restos romanos no volvió a aflorar hasta el fin de la Guerra Civil, cuando se destruyó la antigua iglesia de San Pedro, edificada sobre las ruinas. Es entonces cuando se discutió si volver a levantar el templo en su emplazamiento original, idea que finalmente se llevó a cabo ocultándose una parte del yacimiento para siempre. Tras una serie de intentos de exponer parte de las ruinas al público, las excavaciones se iniciaron en 1990 y sacaron a la luz una gran parte de la construcción, construyéndose después el actual museo, que fue inaugurado en 1995.